# スポレート公国

スポレート公国
Ducato di Spoleto

スポレート公国（イタリア語: Ducato di Spoleto）は、イタリア中部にあった古い国（570年 - 1198年）で、当初は現在のアブルッツォ州、ラツィオ州、マルケ州、ウンブリア州の各州の一部または全部を含んでいた。時代を経ると、同じ名前だがより狭い領域となり、教皇国家に併合され一つの県となった。

## 成立
570年にロンゴバルド人により建国され、ファロアルド1世（Faroaldo I, 570年 - 592年）が最初のスポレート公となり、スポレートを首都とした。

## 境界
東にアドリア海、南に同じくロンゴバルドのベネヴェント公国、残りの部分は東ローマ帝国が統治するラヴェンナ総督領に接して建国された。